# Макроплата
Макроплата (лат. Macroplata) — род вымерших морских пресмыкающихся из семейства ромалеозаврид (Rhomaleosauridae) отряда плезиозавров. В переводе с латинского языка родовое название Macroplata означает «большая пластина».

## Открытие и систематика
Макроплата была названа палеонтологом Суинтоном в 1930 году. В 1940 году другой учёный, Уайт, отнёс вид Plesiosaurus longirostris к роду макроплата. Единственный известный науке вид макроплаты — Macroplata tenuiceps. А в 2011 году Бенсон отнёс голотип, сомнительно названный Macroplata longirostris (он считался более продвинутым, чем типовой вид, так как у него была более длинная морда), к роду Hauffiosaurus, а именно к новому виду, который он назвал Hauffiosaurus longirosris.

## Общие сведения и внешний вид
Макроплата была так называемым «основополагающим плезиозавром» и обитала на нашей планете с раннюю по среднюю эпоху юрского периода, приблизительно 200—175 миллионов лет назад. Макроплата питалась рыбой, для ловли которой использовала свои острые, иглообразные зубы. У этого плезиозавра была длинная, узкая голова, шея средней длины, в отличие от более поздних плезиозавров.
Вообще, макроплата была классифицирована как плиозавр (а именно — ромалеозаврид), но у неё есть черты, характерные для плезиозавров, в частности, шея, которая была в два раза длиннее черепа. Она словно выглядит как черта, проведённая между длинношеими плезиозаврами юрского периода и более ранними нотозаврами из триасовых отложений. В действительности же она была предком как плезиозавров, так и плиозавров.
Но главная интересная особенность макроплаты — последние исследования показали, что у неё были невероятно мощные передние ласты, следовательно, по стандартам раннеюрской эпохи, она была поразительно быстрым пловцом.
Также были замечены уникальные свойства в плечевом поясе. В задней части его были обнаружены своеобразные выемки. Плечевые кости у макроплаты были очень длинными, на них крепились весьма сильные плечевые мышцы, также позволявшие развивать в воде большую скорость.
Макроплата обитала в прибрежной зоне морей западной Европы.

## Охотничье поведение
Палеонтологи предполагают, что ввиду длины своей шеи макроплата использовала технику охоты, не похожую ни на таковую у плиозавров, ни у плезиозавров. Есть гипотеза, что она плавала вокруг стаи рыб и ловила тех особей, которые выбивались из ритма движения всего косяка, либо, используя свою скорость, врывалась в косяк рыб и хватала их прежде, чем они успевали сменить направление.